# Kimberly (Idaho)
Pour les articles homonymes, voir Kimberly.
Kimberly est une ville de l'Idaho, fondée en  1905 et nommée après  Peter L. Kimberly, un homme d'affaires local et constructeur du Milner Dam (en) qui a favorisé l'irrigation des terres agricoles à une échelle industrielle.

## Démographie
| 1920 | 1930 | 1940 | 1950  | 1960  | 1970  |
| ---- | ---- | ---- | ----- | ----- | ----- |
| 601  | 648  | 963  | 1 347 | 1 298 | 1 557 |

| 1980  | 1990  | 2000  | 2010  | - | - |
| ----- | ----- | ----- | ----- | - | - |
| 2 307 | 2 367 | 2 614 | 3 264 | - | - |